# 君士坦丁·安格洛斯
君士坦丁·安格洛斯（希臘語：Κωνσταντῖνος Ἄγγελος；约1093 – 1166年之后）是一位拜占庭帝国贵族，阿莱克修斯一世的女婿，后在曼努埃尔一世手下担任将领，在巴尔干半岛西部、北部与诺曼人作战。他是安格洛斯家族的第一个成员；此家族在1185-1204年间统治拜占庭帝国，后又建立了伊庇鲁斯专制国（1205-1318年）和塞萨洛尼基帝国（1224-1242/46年）。

## 生平
君士坦丁·安格洛斯出生于约1093年，他出身于菲拉德尔菲亚（非拉铁非，今阿拉谢希尔）当地的一个名气不大的贵族家庭。他的姓“安格洛斯”一般认为是来源于希腊语“天使”（Άγγελος）， 但拜占庭时代的资料很少持这种观点，他的姓更可能是来源于“A[n]gel”，这是位于上美索不达米亚阿米达附近的一个地区。历史学家苏桑·维特克-德容（Suzanne Wittek-de Jongh）认为他可能是曼努埃尔·安格洛斯（Manuel Angelos），一位“贵族”的儿子，这位人物在塞雷附近的地产见于尼基弗鲁斯三世（1078-1081年在位）颁布的金玺诏书。但其他学者认为这不大可能。

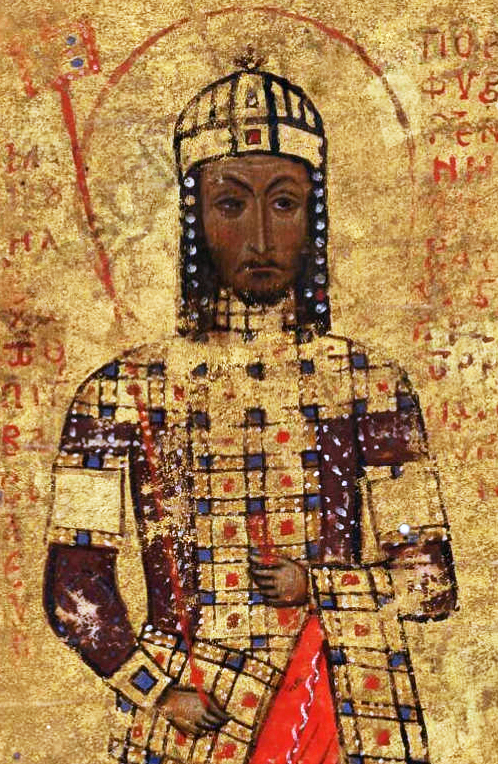
罗马梵蒂冈图书馆所藏的手抄本中的曼努埃尔一世像

尽管出身卑微，但记载称君士坦丁“勇敢而帅气”，赢得了阿莱克修斯一世与皇后伊琳娜·杜卡伊娜的第四女狄奥多拉·科穆宁娜（生于1097年）的青睐；狄奥多拉与君士坦丁·库尔蒂凯斯（Constantine Kourtikes）曾结过婚，但丈夫已去世，且没有子嗣；狄奥多拉与君士坦丁·安格洛斯的婚姻大约结成于1122年，这时阿莱克修斯一世已去世。太后伊琳娜对这次婚姻表示反对，她与狄奥多拉的关系恶化了，在伊琳娜为仁慈圣母修道院制定的提皮孔（章程）中，把狄奥多尔放到了家庭成员清单的最后一位。
君士坦丁的婚姻使他获得名望，并得到了“至尊可敬者（σεβαστοϋπέρτατος）”这个授給帝国驸马的高贵头衔，这个头衔可能就是为君士坦丁而设立的，因为他是记载中前两个获得者之一。在狄奥多拉的哥哥约翰二世（1118-1143年在位）统治时，他的事迹未知，但他与兄弟尼古拉斯、约翰、米凯尔等人在约翰二世之子曼努埃尔（1143-1180年在位）在位时受宠。1147年2月26日，他在废黜普世牧首科斯玛斯二世的教会会议中名列第四，排在皇位继承人专制君主贝拉-阿莱克修斯、 凯撒约翰·罗格里欧斯·达拉森诺斯、最可敬者斯蒂芬·孔托斯泰菲诺斯之后。1149年夏天，他跟随曼努埃尔皇帝在达尔马提亚作战，拜占庭军攻下拉宗堡垒（fortress of Razon）后，皇帝命君士坦丁留在这里，并向尼萨瓦河河谷发起了一次进攻。
1154年，曼努埃尔皇帝准备向西西里王国的古列尔莫一世发起进攻，他指派君士坦丁指挥拜占庭海军，命他前往莫奈姆瓦夏等待增援。但一个占星师预言君士坦丁会在与西西里人的战斗中获胜，于是他就违反皇帝的命令，进攻一支刚袭击过法蒂玛王朝的西西里舰队；拜占庭海军的规模比对手小得多，于是在海战中大败，大部分舰船都被俘虏，君士坦丁也被俘获，只有他的兄弟尼古拉斯带着几艘船成功逃离。君士坦丁被关押在巴勒莫，直到1158年两国签订和平条约才被释放。
1166年6月或7月，皇帝命君士坦丁与巴西尔·特里普希霍斯（Basil Tripsychos）去修复加强位于泽蒙、贝尔格莱德和尼什的要塞。沿着多瑙河中游，他们稳固了拜占庭帝国与匈牙利王国的边界，还组织了布拉尼切沃要塞（Braničevo）的迁移工作。君士坦丁的死亡时间未知，他的妻子可能先于他而去世，因为她最后一次出现于记载中是在1136年。

## 家庭
君士坦丁与妻子狄奥多拉育有三男四女，他的后代即是安格洛斯家族，1185-1204年间，产生了三位拜占庭皇帝，另一个分支被称为“安格洛斯·科穆宁·杜卡斯家族”，13-14世纪间，建立了伊庇鲁斯专制国与塞萨洛尼基帝国。
- 约翰·杜卡斯（约1125/27 – 约1200），因与伊萨克二世的叔侄关系，被封为至尊者（英语：Sebastokrator），可能结过两次婚，他的私生子米海尔·科穆宁·杜卡斯在第四次十字军攻占君士坦丁堡后建立伊庇鲁斯专制国，后由同父异母的弟弟继承[17]。
- 玛利亚·安格丽娜（Maria Angelina，约1128/30- ？），与君士坦丁·卡米泽斯（Constantine Kamytzes）结婚，儿子曼努埃尔·卡米泽斯（英语：Manuel Kamytzes）是一位将领[18]。
- 阿莱克修斯·科穆宁·安格洛斯（Alexios Komnenos Angelos，约1131/32-？），有一子[19]。
- 安德洛尼卡·杜卡斯·安格洛斯（约1133 – 1185年9月之前），与欧芙洛绪涅·卡斯塔莫尼察（英语：Euphrosyne Kastamonitissa）结婚，阿莱克修斯三世和伊萨克二世这两位皇帝就是这对夫妻的儿子[20]。
- 优多基娅·安格丽娜（Eudokia Angelina，约1134-？），与巴西尔·齐坎德勒斯·贡德勒斯（Basil Tzykandeles Goudeles）结婚，无后[21]。
- 佐伊·安格丽娜（Zoe Angelina，约1135-？），与安德洛尼科斯·锡纳德诺斯（Andronikos Synadenos）结婚，有子女，但姓名无载[22]。
- 伊萨克·安格洛斯·杜卡斯（Isaac Angelos Doukas，约1137-？），有至少四个孩子[23]。

## 勘同
从夏尔·迪康热开始，早期的历史学家们认为有两个君士坦丁·安格洛斯，他们把娶了狄奥多拉的君士坦丁和在曼努埃尔时期活跃的君士坦丁看作两个人，因为前者的头衔是“pansebastohypertatos”，后者的头衔是“sebastohypertatos”。1961年，吕西安·斯蒂耶农（Lucien Stiernon）证明了这两人是同一人，“pansebastohypertatos”只是另一个头衔的修辞扩充形式。

## 脚注
1. ↑  Varzos 1984，第260頁.
2. 1 2 3  ODB，"Angelos" (A. Kazhdan), pp. 97–98.
3. 1 2  Varzos 1984，第260–261 (note 6)頁.
4. ↑  Varzos 1984，第259–261頁.
5. ↑  Varzos 1984，第260–261, esp. note 9頁.
6. ↑  Varzos 1984，第261頁.
7. ↑  Stiernon 1965，第223–224頁.
8. ↑  Varzos 1984，第260–262, esp. note 6頁.
9. 1 2  Varzos 1984，第262頁.
10. ↑  Stiernon 1961，第274, 277頁.
11. ↑  Magdalino 2002，第503頁.
12. 1 2  Stiernon 1961，第274頁.
13. ↑  Varzos 1984，第262–263頁.
14. ↑  Varzos 1984，第263頁.
15. ↑  Varzos 1984，第263–264頁.
16. ↑  Varzos 1984，第264頁.
17. ↑  Varzos 1984，第641–649頁.
18. ↑  Varzos 1984，第650–653頁.
19. ↑  Varzos 1984，第654–655頁.
20. ↑  Varzos 1984，第656–662頁.
21. ↑  Varzos 1984，第663–667頁.
22. ↑  Varzos 1984，第668–672頁.
23. ↑  Varzos 1984，第673–674頁.
24. ↑  Stiernon 1961，第273–283頁.